# アラサネス・デ・グランマ
アラサネス・デ・グランマ（スペイン語: Alazanes de Granma）は、キューバの野球リーグであるセリエ・ナシオナル・デ・ベイスボルに所属する野球チーム。本拠地はキューバ東部の都市バヤモ。

## 概要
1977年にバヤモを本拠地として設立。「グランマ」はカストロ、ゲバラがキューバ革命のときに乗っていた船の名前が由来。
頻繁にファイナルステージの候補となっていたものの、長い間ファイナルに進出できなかったが、2017年にアルフレド・デスパイネらを擁し初優勝を果たして以降は、リーグ屈指の強豪チームとなっている。

## 主な所属選手
- アルフレド・デスパイネ
- アルベルト・ソト
- カルロス・ベニテス（英語版）
- ギジェルモ・アビレス（英語版）
- ギジェルモ・ガルシア
- シロ・リセア
- マヌエル・ベガ
- ミゲル・ラエラ
- ヨエニス・セスペデス
- ヨエルキ・セスペデス
- ラザーロ・ブランコ（英語版）
- レアンドロ・マルティネス（英語版）
- ロエル・サントス